# Le Mans Series 2008
Le Mans Series 2008 körs över fem omgångar.

## Statistik

### Delsegrare LMP1
| Datum        | Bana/Tävling      | Nr | Märke   | Förare                                         |
| ------------ | ----------------- | -- | ------- | ---------------------------------------------- |
| 6 april      | Barcelona         | 7  | Peugeot | Nicolas Minassian Marc Gené                    |
| 27 april     | Monza             | 8  | Peugeot | Stéphane Sarrazin Pedro Lamy                   |
| 11 maj       | Spa-Francorchamps | 7  | Peugeot | Nicolas Minassian Marc Gené Jacques Villeneuve |
| 17 augusti   | Nürburgring       | 8  | Peugeot | Stéphane Sarrazin Pedro Lamy                   |
| 14 september | Autosport 1000 km | 1  | Audi    | Allan McNish Rinaldo Capello                   |

## Slutställning
| Plats | Förare                             | Märke     | Poäng |
| ----- | ---------------------------------- | --------- | ----- |
| 1     | Alexandre Prémat Mike Rockenfeller | Audi      | 35    |
| 2     | Nicolas Minassian Marc Gené        | Peugeot   | 32    |
| 3     | Allan McNish Rinaldo Capello       | Audi      | 27    |
| 4     | Stéphane Sarrazin Pedro Lamy       | Peugeot   | 21    |
| 5     | Jan Charouz Stefan Mücke           | Lola      | 19    |
| 6     | J-C Boullion                       | Pescarolo | 12    |

## LMP2
Jos Verstappen blev ensam mästare, sedan stallkamraten och bilägaren Peter van Merksteijn missat tävlingen på Nürburgring.

### Delsegrare
| Bana        | Vinnare                             | Märke   |
| ----------- | ----------------------------------- | ------- |
| Barcelona   | Jos Verstappen Peter van Merksteijn | Porsche |
| Monza       | John Nielsen Casper Elgaard         | Porsche |
| Spa         | Jos Verstappen Peter van Merksteijn | Porsche |
| Nürburgring | Jos Verstappen Jeroen Bleekemolen   | Porsche |
| Silverstone | Jos Verstappen Peter van Merksteijn | Porsche |

### Slutställning
| Plats | Förare                                  | Märke     | Poäng |
| ----- | --------------------------------------- | --------- | ----- |
| 1     | Jos Verstappen                          | Porsche   | 48    |
| 2     | Peter van Merksteijn                    | Porsche   | 38    |
| 3     | John Nielsen Casper Elgaard             | Porsche   | 32    |
| 4     | Fredy Lienhard Didier Theys Jan Lammers | Porsche   | 25    |
| 5     | Pierre Ragues Mathieu Lahaye            | Pescarolo | 21    |
| 6     | Tommy Erdos Mike Newton                 | Lola      | 21    |

## GT1

### Delsegrare
| Bana        | Vinnare                                            | Märke        |
| ----------- | -------------------------------------------------- | ------------ |
| Barcelona   | Guillaume Moreau Patrice Goueslard Luc Alphand     | Chevrolet    |
| Monza       | Antonio García Tomáš Enge                          | Aston Martin |
| Spa         | Guillaume Moreau Patrice Goueslard Olivier Beretta | Chevrolet    |
| Nürburgring | Antonio García Tomáš Enge                          | Aston Martin |
| Silverstone | Antonio García Tomáš Enge                          | Aston Martin |

### Slutställning
| Plats | Förare                             | Märke        | Poäng |
| ----- | ---------------------------------- | ------------ | ----- |
| 1     | Guillaume Moreau Patrice Goueslard | Chevrolet    | 42    |
| 2     | Antonio García Tomáš Enge          | Aston Martin | 36    |
| 3     | Peter Kox Roman Rusinov            | Lamborghini  | 27    |
| 4=    | Luc Alphand                        | Chevrolet    | 18    |
| 4=    | Olivier Beretta                    | Chevrolet    | 18    |
| 6     | Peter Hardman Nick Leventis        | Aston Martin | 10    |

## GT2

### Delsegrare
| Bana        | Vinnare                                            | Märke   |
| ----------- | -------------------------------------------------- | ------- |
| Barcelona   | Rob Bell Gianmaria Bruni                           | Ferrari |
| Monza       | Richard Westbrook Lars-Erik Nielsen Allan Simonsen | Porsche |
| Spa         | Rob Bell Gianmaria Bruni                           | Ferrari |
| Nürburgring | Rob Bell Gianmaria Bruni                           | Ferrari |
| Silverstone | Rob Bell Jaime Melo                                | Ferrari |

### Slutställning
| Plats | Förare                     | Märke   | Poäng |
| ----- | -------------------------- | ------- | ----- |
| 1     | Rob Bell                   | Ferrari | 40    |
| 2     | Marc Lieb Alex Davison     | Porsche | 35    |
| 3     | Gianmaria Bruni            | Ferrari | 30    |
| 4     | Pierre Kaffer Pierre Ehret | Ferrari | 19    |
| 5     | Ben Aucott                 | Ferrari | 18    |
| 6     | Stéphane Daoudi            | Ferrari | 16    |